# Coppa di Russia di pallacanestro maschile
La Coppa di Russia (ru. Кубок России) di pallacanestro è un trofeo nazionale russo organizzato annualmente dal 2003, con una prima edizione svoltasi nel 2000.

## Regolamento
Dall'edizione 2014-2015, per regolamento, le squadre possono schierare solo giocatori di nazionalità russa, causando così il ritiro di molti dei top team che partecipano alla VTB United League.

## Albo d'oro
- 2000  Lokomotiv Kuban'
- 2002-2003  UNICS Kazan'
- 2003-2004  Ural Great Perm'
- 2004-2005  CSKA Mosca
- 2005-2006  CSKA Mosca
- 2006-2007  CSKA Mosca
- 2007-2008  Chimki
- 2008-2009  UNICS Kazan'
- 2009-2010  CSKA Mosca
- 2010-2011  Sptk. S. Pietroburgo
- 2011-2012  Kr. Kryl. Samara
- 2012-2013  Kr. Kryl. Samara
- 2013-2014  UNICS Kazan'
- 2014-2015  Novosibirsk
- 2015-2016  Parma Perm'
- 2016-2017  Novosibirsk
- 2017-2018  Lokomotiv Kuban'
- 2018-2019  Parma Perm'
- 2019-2020  Samara
- 2020-2021  Temp-SUMZ-UGMK
- 2021-2022  Samara
- 2022-2023  Nižnij Novgorod
- 2023-2024  Zenit S. Pietroburgo
- 2024-2025  Uralmaš Ekaterinburg

## Vittorie per club
| Squadra              | Vittorie | Anni                   |
| -------------------- | -------- | ---------------------- |
| CSKA Mosca           | 4        | 2005, 2006, 2007, 2010 |
| UNICS Kazan'         | 3        | 2003, 2009, 2014       |
| Kr. Kryl. Samara     | 2        | 2012, 2013             |
| Novosibirsk          | 2        | 2015, 2017             |
| Lokomotiv Kuban'     | 2        | 2000, 2018             |
| Parma Perm'          | 2        | 2016, 2019             |
| Samara               | 2        | 2020, 2022             |
| Ural Great Perm'     | 1        | 2004                   |
| Chimki               | 1        | 2008                   |
| Sptk. S. Pietroburgo | 1        | 2011                   |
| Temp-SUMZ-UGMK       | 1        | 2021                   |
| Nižnij Novgorod      | 1        | 2023                   |
| Zenit S. Pietroburgo | 1        | 2024                   |
| Uralmaš Ekaterinburg | 1        | 2025                   |

## Record
Il cestista che detiene il numero maggiore di edizioni vinte è:
| Nome            | Club                            | Vittorie | Anni                                                  |
| --------------- | ------------------------------- | -------- | ----------------------------------------------------- |
| Nikita Kurbanov | CSKA Mosca (4) UNICS Kazan' (1) | 5        | 2004-2005, 2005-2006, 2006-2007, 2009-2010, 2013-2014 |

Gli allenatori che detengono il numero maggiore di edizioni vinte sono:
| Nome              | Club                 | Vittorie | Anni                 |
| ----------------- | -------------------- | -------- | -------------------- |
| Ettore Messina    | CSKA Mosca (2)       | 2        | 2005-2006, 2006-2007 |
| Sergej Bazarevič  | Kr. Kryl. Samara (2) | 2        | 2011-2012, 2012-2013 |
| Vladimir Pevnev   | Novosibirsk (2)      | 2        | 2014-2015, 2016-2017 |
| Vjačeslav Šušakov | Parma Perm' (2)      | 2        | 2015-2016, 2018-2019 |
| Igor' Gračev      | Samara (2)           | 2        | 2019-2020, 2021-2022 |